# Estrella múltiple

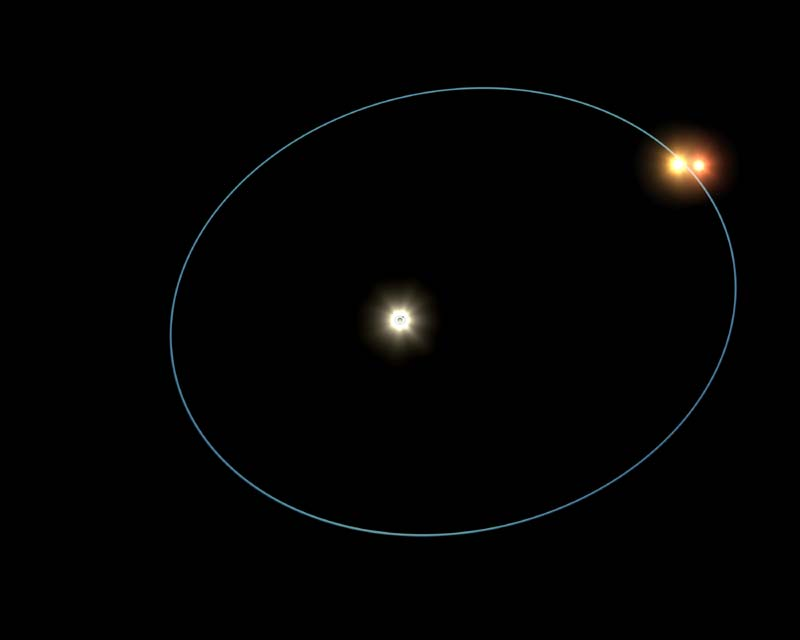
Impresión del artista de las órbitas de HD 188753, un sistema estelar triple.

Una estrella múltiple es un sistema estelar que consiste en una agrupación de tres o más estrellas que, siendo observadas desde el planeta Tierra, parecen estar cerca unas de otras.
Este fenómeno puede ser solo aparente, en cuyo caso la estrella múltiple es óptica, o, en el caso de que las estrellas estén físicamente cerca, ser un fenómeno físico. Una estrella múltiple física es una forma de sistema estelar. Las estrellas múltiples pueden nombrarse como triple si están compuestas por tres estrellas, cuádruple si tienen cuatro y así sucesivamente. Una estrella física triple también es llamada estrella ternaria o sistema estelar triple.
En un sistema estelar triple, cada estrella orbita el centro de masas del sistema. Usualmente, dos de las estrellas forman una estrella binaria y la tercera se encuentra más alejada. Esta configuración es jerárquica. Sistemas estelares que contengan más de tres estrellas usualmente también son jerárquicos., §2.4.
Este fenómeno, junto a las estrellas binarias, son sucesos comunes en el universo. Como sugieren las observaciones, las formaciones estelares resultan ser sistemas múltiples tan frecuentemente como estrellas simples, como nuestro Sol.
Las estrellas pertenecientes a un sistema múltiple orbitan entre sí, además de moverse alrededor de su centro de masa, gracias a su interacción gravitacional mutua; un efecto que puede ser notado en una observación de cambios en sus posiciones relativas y velocidades radiales.
Cástor es un conocido ejemplo de sistema estelar múltiple y Sirio podría también serlo si finalmente se confirma la existencia de una tercera componente de esta estrella que hasta ahora se reconoce como binaria.

## Ejemplos
- HR 3617 es una estrella múltiple compuesta por tres estrellas, HR 3617A, HR 3617B, y HR 3617C. A y B forman una estrella binaria física, mientras que C es óptica.
- Alfa Centauri es una estrella triple compuesta por un par de enanas amarillas (Alfa Centauri A y Alfa Centauri B), y una enana roja periférica, denominada Próxima Centauri. A y B forman una binaria física, con una excéntrica órbita en la cual A y B pueden estar tan cerca como a 11 UA, o tan lejos como 36 UA. Próxima está mucho más lejos (~15 000 UA) de A y B. Aunque esta distancia es pequeña comparada con otras distancias interestelares, es discutible si Próxima está ligada gravitacionalmente con A y B.[5]
- HD 188753 es un sistema estelar físico triple, ubicado aproximadamente a 149 años luz de la Tierra en la constelación Cygnus. El sistema está compuesto por HD 188753A, una enana amarilla, HD 188753B, una enana naranja, y HD 188753C, una enana roja. B y C orbitan entre sí cada 156 días, y, como grupo, orbitan alrededor de A cada 25,7 años.
- Polaris, la estrella del norte, es un sistema estelar triple cuya estrella más cercana está extremadamente próxima a la estrella principal; inicialmente fue descubierta por las perturbaciones gravitatorias ejercidas sobre Polaris A, siendo posteriormente fotografiada por el telescopio espacial Hubble en 2006.
- BD-22 5866 es una estrella cuádruple compuesta por dos sistemas binarios. Todas las componentes son enanas naranjas y están muy próximas unas de otras; la separación entre las dos componentes del primer par es de solo 0,05 UA, mientras que las componentes del segundo par están separadas 0,26 UA entre sí.

## Centro de masas del sistema
| (a.) | (b.) | (c.) |
| (d.) | (e.) | (e.) |